# Sinfonia concertante

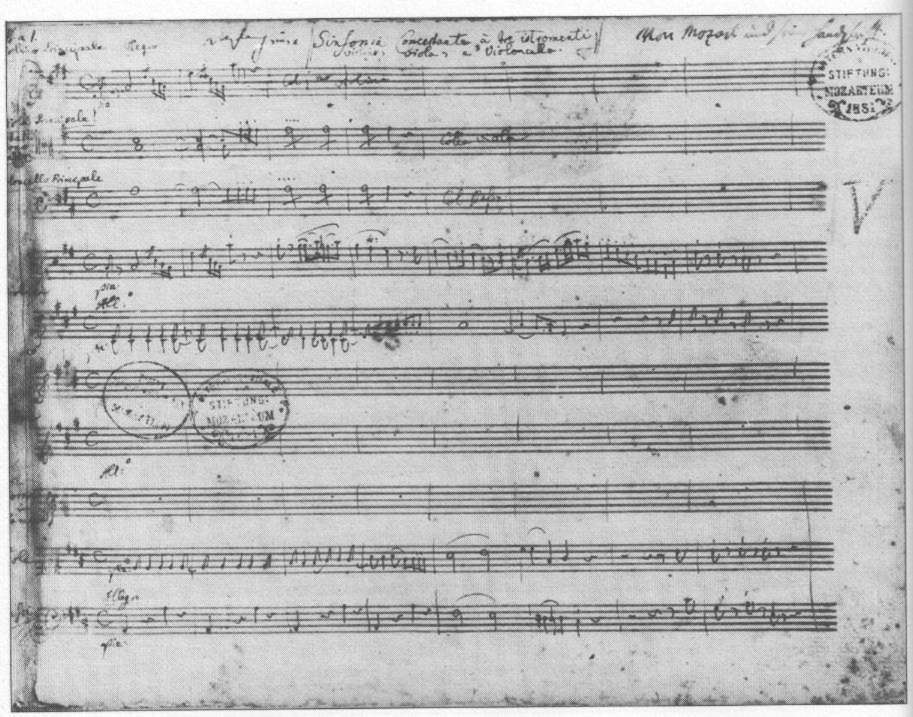
Manuscript kv320e.

Sinfonia concertante é uma forma musical criada na Era Clássica que une características de sinfonia e concerto:
- É um concerto, pois possui um ou mais solistas (geralmente mais de um).
- É uma sinfonia, pois o(s) solista(s) não se destaca(m), ou seja, a impressão geral é sinfônica.

Até o Barroco, a forma que mais se aproximava da sinfonia concertante é o concerto grosso, que caiu em desuso rapidamente.

## Classicismo
Durante o Classicismo, vários compositores esforçaram-se em tentar unir os dois gêneros máximos da música instrumental. As principais obras do período são:
- Sinfonia concertante para violino, viola e orquestra (Mozart) K.364, de Mozart;
- Sinfonia concertante para oboé, clarinete, trompa, fagote e orquestra K.297b, do mesmo autor; e
- Sinfonia concertante de Joseph Haydn (às vezes mencionada como sua Sinfonia No. 105).

## Romantismo
Durante o Romantismo a forma continuou a ser usada, embora seu nome tenha sido suprimido na maioria dos casos. Principais exemplos:
- Haroldo na Itália, para viola e orquestra, de Hector Berlioz;
- Sinfonia No. 3 - Órgão, de Camille Saint-Saëns, com um órgão e um piano a quatro mãos na parte final;
- Dança macabra, para violino e orquestra, do mesmo compositor;
- Les Djinns, de César Franck, com um piano;
- Symphonie Espagnole, para violino e orquestra, de Édouard Lalo;
- Symphonie sur un chant montagnard français (ou Symphonie Cévenole), para piano e orquestra, de Vincent d'Indy;
- Fantasia escocesa e Serenata, de Max Bruch, possuem um violino;
- Kol Nidrei, do mesmo autor, possui um violoncelo; e
- Scheherazade, de Nikolai Rimsky-Korsakov, é para violino e orquestra.

## Modernismo
No século XX, o nome voltou a ser usado, como podemos observar nas obras:
- Sinfonia concertante para violoncelo e orquestra, de Sergei Prokofiev;
- Petite symphonie concertante para harpa, piano, cravo e duas orquestras de cordas, de Frank Martin;
- Sinfonia concertante, de Joseph Jongen, com órgão e orquestra; e
- Sinfonia concertante para quinteto de sopro, tímpano e orquestra de cordas, de Peter Maxwell Davies.